# Meeting panafricain de Bamako 2006
 (février 2021).
Si vous disposez d'ouvrages ou d'articles de référence ou si vous connaissez des sites web de qualité traitant du thème abordé ici, merci de compléter l'article en donnant les références utiles à sa vérifiabilité et en les liant à la section « Notes et références ».
Le Meeting panafricain de Bamako 2006 s’est déroulé le 13 avril 2006 à Bamako. Cette 7e édition a regroupé 42 athlètes provenant de 8 pays : Burkina Faso, Burundi, Cameroun, Côte d’Ivoire, Mali, Sénégal et France,.

## Les résultats

### 400 m haie homme
- 1er Seth MBow El Hadji (Sénégal)
- 2e Issa Chérif  (Sénégal)
- 3e Ibrahim A Maïga  (Mali)
- 4e Bationo Bernabé (Burkina Faso)

### 400 m haie Dame
- 1er Fatou Bintou Fall (Sénégal)
- 2e Sandrine Thiebaut  (France)
- 3e Aïssata Soulama  (Burkina Faso)
- 4e Ami Sylla  (Sénégal)

### 200 m homme
- 1er Oumar Loum (Sénégal)
- 2e Idrissa Sanou (Burkina Faso)
- 3e Abdramane N'dour (Sénégal)
- 4e Tidiani Coulibaly (Mali)

### 200 m Dame
- 1er Fatou Bintou Fall (Sénégal)
- 2e Alou A. Amandrine (Côte d’Ivoire)
- 3e Tondé Sarah (Burkina Faso)
- 4e Sergine Tatiana (Cameroun)

### 100 m homme
- 1er Idrissa Sanou (Burkina Faso)
- 2e Oumar Loum (Sénégal)
- 3e Abdramane N'dour (Sénégal)
- 4e Mare Doucouré :(Burkina Faso)

### 100 m Dame
- 1er Allou Amandine (Côte d’Ivoire)
- 2e Tondé Sarah (Burkina Faso)
- 3eSerge Tatiana (Cameroun)
- 4e Mien Mariette (Burkina Faso)

### Saut en longueur  homme
- 1er Adanabou Thierry (Burkina Faso)
- 2e Mamadou Chérif Dia  (Mali)
- 3e Olivier Sanou  (Burkina Faso)
- 4e M'bock Wendel

### Saut en longueur Dame
- 1er Béatrice Kamboulé (Burkina Faso)
- 2e Josephine M'banga (Cameroun)
- 3e Mien Mariette (Burkina Faso)
- 4e Yah Koïta (Mali)

## Sources
- Le Républicain (Mali) cité par Malikounda le 18 avril 2006.